# Wang Lang
Wang Lang (王朗 / 王朗,  Wáng Lǎng; * 152; † 228) war ein chinesischer Beamter der Han-Dynastie und zur Zeit der Drei Reiche.
Er stammte aus der Donghai-Region (東海郡) und begann seine Karriere unter Tao Qian in der Xuzhou-Provinz. Für einen Brief, den er an den Kaiser Han Lingdi schrieb, wurde er hoch gepriesen und zum Gouverneur (太守) von Guiji (會稽) ernannt. Als aber Sun Ce Guiji angriff, wurde Wang Lang vernichtend geschlagen und musste seine Stadt aufgeben. Er wollte sich zunächst aus der Politik zurückziehen, aber Cao Cao rief ihn in seine Dienste. So diente Wang Lang dem Wei-Reich und erhielt unter dem Kaiser Cao Pi hohe Positionen, die er bis zu seinem Tode innehatte.
Sein Sohn Wang Su (王肅) war Vater der Kaiserinmutter Wang Yuanji, der Mutter von Sima Yan.
| Personendaten    | Personendaten                                                      |
| ---------------- | ------------------------------------------------------------------ |
| NAME             | Wang Lang                                                          |
| KURZBESCHREIBUNG | chinesischer Beamter der Han-Dynastie und zur Zeit der Drei Reiche |
| GEBURTSDATUM     | 152                                                                |
| STERBEDATUM      | 228                                                                |